# Пргомелє (Б'єловар)
45°53′ пн. ш. 16°45′ сх. д. / 45.88° пн. ш. 16.75° сх. д.
Пргомелє (хорв. Prgomelje) — населений пункт у Хорватії, у Б'єловарсько-Білогорській жупанії у складі міста Б'єловар.

## Населення
Населення за даними перепису 2011 року становило 696 осіб.
Динаміка чисельності населення поселення: